# Pokolj u Owou
Pokolj u Owou, bombaški i napad vatrenim oružjem na vjernike u katoličkoj crkvi sv. Franje Ksaverskoga u nigerijskomu gradu Owou 5. lipnja 2022., u kojemu je ubijeno najmanje četrdeset i jedna, a ranjeno više od šezdesetero ljudi. Napad je poznat i kao Crna nedjelja u Owou.
Skupina naoružanih muškaraca ušla je oko 11:30 sati (prema mjesnom vremenu) u crkvu i otvorila vatru na vjernike koji su se okupili na svetoj misi o svetkovini Duhova. Napadači su prije ulaska detonirali improvizirane eksplozivne naprave, nakon čega su otvorili paljbu iz vatrenoga oružja. Prema videozapisu napada koji se nakon pokolja proširio internetom prva žrtva napada bio je dječak, prodavač slatkiša na ulazu u crkvu te je vidljivo kako su napadači pucali na vjernike izvan i unutar crkve, kao i na prolaznike. Okupljeni vjernici pokušali su napustiti crkvu, no glavni ulaz bio je zaključan, a napadači su pucali na one koji su pokušali pobjeći na sporedna dva ulaza. To je potvrdio i svećenik koji je preživio napad. U pokolju su poginula i dvojica pripadnika sigurnosnih snaga.
Krvoproliće je ubrzo nakon samoga napada osudio nigerijski predsjednik Muhammadu Buhari. Guverner Države Ondu Rotimi Akeredolu istoga dana napustio je Abuju i posjetio mjesto pokolja. Sućut obiteljima žrtava i poziv na molitvu uputio je i papa Franjo.